# Trapa hankensis
Trapa hankensis är en fackelblomsväxtart som beskrevs av Pshenn.. Trapa hankensis ingår i släktet sjönötter, och familjen fackelblomsväxter. Inga underarter finns listade i Catalogue of Life.